# Arturo Merzario
 Arturo Francesco Merzario  va ser un pilot de curses automobilístiques italià que va arribar a disputar curses de Fórmula 1.
Va néixer l'11 de març del 1943 a Civenna, Como, Itàlia.

## A la F1
Arturo Merzario va debutar a la setena cursa de la temporada 1972 (la 23a temporada de la història) del campionat del món de la Fórmula 1, disputant el 15 de juliol del 1972 el GP de la Gran Bretanya al circuit de Brands Hutch.
Va participar en un total de vuitanta-cinc curses puntuables pel campionat de la F1, disputades en un total de vuit temporades consecutives (1972 - 1979) aconseguint un quart lloc (en diverses ocasions) com a millor classificació en una cursa i assolí un total d'11 punts pel campionat del món de pilots.

## Resultats a la Fórmula 1
| Any  | Equip                      | Xassís       | Motor    | 1       | 2       | 3         | 4         | 5       | 6       | 7       | 8       | 9       | 10      | 11      | 12      | 13      | 14      | 15      | 16      | 17  | Posició | Punts |
| ---- | -------------------------- | ------------ | -------- | ------- | ------- | --------- | --------- | ------- | ------- | ------- | ------- | ------- | ------- | ------- | ------- | ------- | ------- | ------- | ------- | --- | ------- | ----- |
| 1972 | Scuderia Ferrari           | Ferrari      | Ferrari  | ARG     | SUD     | ESP       | MON       | BEL     | FRA     | GBR 6   | ALE 12  | AUT     | ITA     | CAN     | USA     |         |         |         |         |     | 20è     | 1     |
| 1973 | Scuderia Ferrari           | Ferrari      | Ferrari  | ARG 9   | BRA 4   | SUD 4     | ESP       | BEL     |         |         |         |         |         |         |         |         |         |         |         |     | 12è     | 6     |
| 1973 | Scuderia Ferrari           | Ferrari      | Ferrari  |         |         |           |           |         | MON Ret | SUE     | FRA 7   | GBR     | HOL     | ALE     | AUT 7   | ITA Ret | CAN 15  | USA 16  |         |     | 12è     | 6     |
| 1974 | Frank Williams Racing Cars | Iso-Marlboro | Cosworth | ARG Ret | BRA Ret | SUD 6     | ESP Ret   | BEL Ret | MON Ret | SUE NVS | HOL Ret | FRA 8   | GBR Ret | ALE Ret | AUT Ret | ITA 4   | CAN Ret | USA Ret |         |     | 17è     | 4     |
| 1975 | Frank Williams Racing Cars | Williams     | Cosworth | ARG NC  | BRA Ret | SUD Ret   |           | MON NVQ | BEL Ret | SUE     | HOL     | FRA     | GBR     | ALE     | AUT     |         |         |         |         |     | -       | 0     |
| 1975 | Frank Williams Racing Cars | Williams     | Cosworth |         |         |           | ESP Ret   |         |         |         |         |         |         |         |         |         |         |         |         |     | -       | 0     |
| 1975 | Fittpaldi-Copersucar       | Fittipaldi   | Cosworth |         |         |           |           |         |         |         |         |         |         |         |         | ITA 11  | USA     |         |         |     | -       | 0     |
| 1976 | Ovoro March                | March        | Cosworth | BRA     | SUD     | O.USA NVQ | ESP Ret   | BEL Ret | MON NVQ | SUE 14  | FRA 9   | GBR Ret |         |         |         |         |         |         |         |     | -       | 0     |
| 1976 | Walter Wolf Racing         | Williams     | Cosworth |         |         |           |           |         |         |         |         |         | ALE Ret | AUT Ret | HOL Ret | ITA NVS | CAN Ret | USA Ret | JPN Ret |     | -       | 0     |
| 1977 | Team Merzario              | March        | Cosworth | ARG     | BRA     | SUD       | O.USA     | ESP Ret | MON NVQ | BEL 14  | SUE     | FRA Ret | GBR Ret | ALE NVQ |         | HOL NVQ | ITA     | USA     | CAN     | JPN | -       | 0     |
| 1977 | Shadow Racing              | Shadow       | Cosworth |         |         |           |           |         |         |         |         |         |         |         | AUT Ret |         |         |         |         |     | -       | 0     |
| 1978 | Team Merzario              | Merzario     | Cosworth | ARG Ret | BRA NVQ | SUD Ret   | O.USA Ret | MON NVQ | BEL NVQ | ESP NVQ | SUE NC  | FRA NVQ | GBR Ret | ALE NVQ | AUT NVQ | HOL Ret | ITA Ret | USA Ret | CAN NVQ |     | -       | 0     |
| 1979 | Team Merzario              | Merzario     | Cosworth | ARG Ret | BRA NVQ | SUD NVQ   | O.USA Ret |         |         |         |         |         |         |         |         |         |         |         |         |     | -       | 0     |
| 1979 | Team Merzario              | Merzario     | Cosworth |         |         |           |           | ESP NVQ | BEL NVQ | MON     | FRA NVQ | GBR NVQ | ALE NVQ | AUT NVQ | HOL NVQ | ITA NVQ | CAN NVQ | USA NVQ |         |     | -       | 0     |

### Resum
| Curses: | Victòries: | Pòdiums: | Poles: | Voltes ràpides: | Punts: |
| ------- | ---------- | -------- | ------ | --------------- | ------ |
| 85      | 0          | 0        | 0      | 0               | 11     |